# Lucius Nonius Asprenas (consul suffect en 6)
Lucius Nonius Asprenas est un sénateur et un homme politique de l'Empire romain.

## Biographie
Il est membre de la gens Nonii, il est le fils de Lucius Nonius Asprenas et de Quinctilia, son grand-père paternel est Lucius Nonius Asprenas, consul suffect en -36 et son grand-père maternel est Sextus Quinctilius Varus. Son frère est Sextus Nonius Quinctilianus, consul en 8.
En -4, il sert de tribun militaire sous les ordres de son oncle Varus.
Le premier Juillet de l'an 6, il remplace Lucius Arruntius comme consul suffect.
En 9, il sert de légat consulaire de son oncle Varus.Quand Varus et ses légions périssent à la bataille de Teutobourg, Asprenas commande deux légions stationnée à Mogontiacum. Après la nouvelle du désastre, il place ses légions sur les rives du Rhin et porte secours aux survivants. Cependant, il a ensuite été accusé de s'être servi des biens des officiers décédés.
Cette accusation ne met pas à mal sa carrière, en 14/15 il est gouverneur proconsulaire d'Afrique. L'historien Tacite rapporte que lorsqu'il était gouverneur, des soldats ont tués Sempronius Gracchus, vivant alors en exil sur l'île de Kerkennah qui faisait partie de la province d'Asprenas; tandis que Tacite implique les soldats sur ordre de Tibère, il note toutefois qu'une version alternative de l'histoire dit que les soldats ont été envoyés par Asprenas.
À la suite du procès et de l'exécution de Cnaeus Calpurnius Pison en 20, il demande au sénateur d'inclure Claude dans leurs votes.

## Famille
Il a épousé la fille de Lucius Calpurnius Piso Caesoninus, Calpurnia Pisonia, dont il à au moins 3 fils; 
- Lucius Nonius Asprenas, consul suffect en 29.
- Publius Nonius Asprenas Calpurnius Serranus, consul en 38.
- Nonius Asprenas Calpurnius Torquatus.